# Cryoglobulinemie
Cryoglobulinemie is een aandoening die gekenmerkt wordt door de aanwezigheid van cryoglobulines, grote hoeveelheden antilichamen in het bloed die onoplosbaar worden bij lage temperaturen. Er ontstaat dan ook een bezinksel in het bloed wanneer de temperatuur onder de 37 graden Celsius valt. Het bestaan van deze antilichamen wordt geassocieerd met verschillende infectieuze aandoeningen, auto-immuunziektes en maligniteiten.